# Alexander Soifer
Alexander Soifer (né en 1948) est un mathématicien américain d'origine russe et auteur en mathématiques. Il s'intéresse principalement à la théorie des groupes, la géométrie et la combinatoire.

## Formation et carrière
Soifer a obtenu son doctorat en 1973 avec une thèse intitulée « Abelian Groups Having Minimal Systems of Generators » sous la direction de Leonid Kulikov au Moscow State Pedagogical Institute et il est professeur de mathématiques à l’université du Colorado depuis 1979. Il a été chercheur invité à l'université de Princeton de 2002 à 2004, puis à nouveau en 2006-2007. Soifer enseigne également des cours d'histoire de l'art et de cinéma européen. Ses publications comprennent 13 livres et plus de 400 articles.
Chaque printemps, Soifer, avec d’autres collègues mathématiciens, parraine les Olympiades mathématiques du Colorado (CMO) à l’université du Colorado à Colorado Springs. Soifer compile et écrit la plupart des problèmes pour le concours. La CMO a été fondée par Soifer le 18 avril 1983 et correspond à la déclinaison locale des Olympiades internationales de mathématiques.
À l'occasion du 30e anniversaire de l'Olympiade, l'université a produit un film à ce sujet. En mai 2018, en reconnaissance de ses 35 années de leadership, les juges et les lauréats ont décidé en 2018 de renommer l'Olympiade mathématique du Colorado en olympiade mathématique Soifer.
En 1991, Soifer a fondé le trimestriel de recherche Geombinatorics et l'a publié avec le comité de rédaction.

Graphe de Soifer

Le graphe de Soifer, possédant 9 sommets et 20 arêtes, est un contre-exemple minimal à la preuve erronée d'Alfred Kempe du théorème des quatre couleurs, construit en 1997 par Alexander Soifer,

## Prix et distinctions
En juillet 2006, à l'université de Cambridge, Soifer s'est vu remettre le prix Paul-Erdős par la Fédération mondiale des concours de mathématiques.
Soifer est actuellement président de la Fédération mondiale des compétitions nationales de mathématiques. Son nombre d'Erdős est 1.

## Sélection de publications
- The Scholar and the State: In Search of Van der Waerden Springer, New York, 2015 lire en ligne (publisher: Birkhauser-Springer, Basel)
- Mathematics as Problem Solving Center for Excellence in Mathematical Education, Colorado Springs, 1987 lire en ligne
- How does one cut a triangle? Center for Excellence in Mathematical Education, Colorado Springs, 1990 lire en ligne
- Colorado Mathematical Olympiad: The First Ten Years and Further Explorations Center for Excellence in Mathematical Education, Colorado Springs, 1991 lire en ligne
- Geometric Etudes in Combinatorial Mathematics Center for Excellence in Mathematical Education, Colorado Springs, 1994 lire en ligne
- The Mathematical Coloring Book Springer, New York 2009 lire en ligne: The Mathematical Coloring Book: Mathematics of Coloring and the Colorful Life of Its Creators, has been in the works for 18 years.
- Mathematics as Problem Solving 2nd ed. Springer, New York 2009 lire en ligne
- How Does One Cut a Triangle? 2nd ed. Springer, New York 2009 lire en ligne
- The Colorado Mathematical Olympiad and Further Explorations: From the Mountains of Colorado to the Peaks of Mathematics Springer, New York 2011 lire en ligne
- The Colorado Mathematical Olympiad; The Third Decade and Further Explorations: From the Mountains of Colorado to the Peaks of Mathematics Springer, New York 2017 lire en ligne
- Geometric Etudes in Combinatorial Mathematics 2nd ed. Springer, New York 2010 lire en ligne
- Ramsey Theory: Yesterday, Today, and Tomorrow Birkhäuser-Springer 2011 lire en ligne
- Life and Fate: In Search of Van der Waerden, paru en novembre 2008 en russe. Ce livre est le rapport d'une enquête historique de 20 ans sur la vie de l'algébristre du XXe siècle, Bartel Leendert van der Waerden (1903-1996), auteur de l'Algèbre moderne. L'édition anglaise élargie, The Scholar and the State: In Search of Van der Waerden lire en ligne, a été publiée par Birkhäuser-Springer en 2017.

## Geombinatorics
Geombinatorics est une revue scientifique trimestrielle de mathématiques. Elle a été créée par le rédacteur en chef Alexander Soifer en 1991 et est publiée par l'université du Colorado à Colorado Springs. Le journal aborde des problèmes de géométrie discrète, convexe (en) et combinatoire, ainsi que des domaines connexes. « Géombinatoire » est un mot-valise entre géométrie et combinatoire.
Le journal est répertorié dans Zentralblatt MATH, Excellence Research Australia et MathSciNet.